# Am Kavalleriesand
Am Kavalleriesand bezeichnet einen Statistischen Bezirk im westlichen Darmstadt.

## Infrastruktur
- Deutsche Post AG
- Deutsche Telekom
- EUMETSAT
- Maritim-Rhein-Main-Hotel
- Multipark Darmstadt
- Sabine-Ball-Schule
- T-Systems
- Zollamt